# Campeonato Panamericano de Balonmano Masculino de 2006
El XII Campeonato Panamericano de Balonmano de 2006 se disputó entre el 6 y el 10 de junio de 2006 en Aracaju Brasil, y es organizado por la  Federación Panamericana de Balonmano y entregó tres plazas para el Campeonato Mundial de Balonmano Masculino de 2007.

## Grupos
| Grupo A     | Grupo B        |
| ----------- | -------------- |
| Brasil      | Argentina      |
| Groenlandia | Estados Unidos |
| Chile       | Puerto Rico    |
| Uruguay     | México         |

## Primera fase

### Grupo A
| Equipo      | PTS | J | G | E | P | GF  | GC  | DG  |
| ----------- | --- | - | - | - | - | --- | --- | --- |
| Brasil      | 6   | 3 | 3 | 0 | 0 | 116 | 65  | +51 |
| Groenlandia | 4   | 3 | 2 | 0 | 1 | 81  | 97  | -16 |
| Chile       | 2   | 3 | 1 | 0 | 2 | 83  | 106 | -23 |
| Uruguay     | 0   | 3 | 0 | 0 | 3 | 78  | 90  | -12 |

#### Resultados
| Fecha     | Hora  | Partido³    | Partido³ | Partido³    | Resultado |
| --------- | ----- | ----------- | -------- | ----------- | --------- |
| 6.06.2006 | 14:00 | Groenlandia | -        | Chile       | 32-30     |
| 6.06.2006 | 20:30 | Brasil      | -        | Uruguay     | 31-22     |
| 7.06.2006 | 16:00 | Chile       | -        | Uruguay     | 27-26     |
| 7.06.2006 | 20:00 | Brasil      | -        | Groenlandia | 37-17     |
| 8.06.2006 | 16:00 | Groenlandia | -        | Uruguay     | 32-30     |
| 8.06.2006 | 20:00 | Brasil      | -        | Chile       | 48-26     |

### Grupo B
| Equipo         | PTS | J | G | E | P | GF  | GC | DG  |
| -------------- | --- | - | - | - | - | --- | -- | --- |
| Argentina      | 6   | 3 | 3 | 0 | 0 | 107 | 54 | +53 |
| Estados Unidos | 3   | 3 | 1 | 1 | 1 | 76  | 91 | -15 |
| Puerto Rico    | 2   | 3 | 1 | 0 | 2 | 79  | 87 | -8  |
| México         | 1   | 3 | 0 | 1 | 2 | 63  | 93 | -30 |

#### Resultados
| Fecha     | Hora  | Partido³       | Partido³ | Partido³       | Resultado |
| --------- | ----- | -------------- | -------- | -------------- | --------- |
| 6.06.2006 | 16:00 | Argentina      | -        | Puerto Rico    | 38-20     |
| 6.06.2006 | 18:00 | Estados Unidos | -        | México         | 28-28     |
| 7.06.2006 | 14:00 | Estados Unidos | -        | Puerto Rico    | 28-25     |
| 7.06.2006 | 18:00 | Argentina      | -        | México         | 31-14     |
| 8.06.2006 | 14:00 | Puerto Rico    | -        | México         | 34-21     |
| 8.06.2006 | 18:00 | Argentina      | -        | Estados Unidos | 38-20     |

### 5º al 8º puesto
| Fecha     | Hora² | Partido¹ | Partido¹ | Partido¹    | Resultado |
| --------- | ----- | -------- | -------- | ----------- | --------- |
| 9.06.2006 | 14:00 | Uruguay  | -        | Puerto Rico | 34-22     |
| 9.06.2006 | 16:00 | Chile    | -        | México      | 34-24     |

### 7º/8º puesto
| Fecha      | Hora² | Partido¹ | Partido¹ | Partido¹    | Resultado |
| ---------- | ----- | -------- | -------- | ----------- | --------- |
| 10.06.2006 | 14:00 | México   | -        | Puerto Rico | 35-31     |

### 5º/6º puesto
| Fecha      | Hora² | Partido¹ | Partido¹ | Partido¹ | Resultado |
| ---------- | ----- | -------- | -------- | -------- | --------- |
| 10.06.2006 | 16:00 | Chile    | -        | Uruguay  | 27-19     |

## Fase final

### Semifinales
| Fecha     | Hora² | Partido³  | Partido³ | Partido³       | Resultado |
| --------- | ----- | --------- | -------- | -------------- | --------- |
| 9.06.2006 | 18:00 | Brasil    | -        | Estados Unidos | 39-16     |
| 9.06.2006 | 20:00 | Argentina | -        | Groenlandia    | 32-18     |

### 3º/4º puesto
| Fecha      | Hora² | Partido¹    | Partido¹ | Partido¹       | Resultado |
| ---------- | ----- | ----------- | -------- | -------------- | --------- |
| 10.06.2006 | 18:00 | Groenlandia | -        | Estados Unidos | 30-29     |

### Final
| Fecha      | Hora² | Partido³ | Partido³ | Partido³  | Resultado |
| ---------- | ----- | -------- | -------- | --------- | --------- |
| 10.06.2006 | 20:00 | Brasil   | -        | Argentina | 28-23     |

| Brasil           |
| Campeón          |
| Brasil 1° título |

### Clasificación general
| Brasil            |
| Argentina         |
| Groenlandia       |
| 4. Estados Unidos |
| 5. Chile          |
| 6. Uruguay        |
| 7. México         |
| 8. Puerto Rico    |

## Clasificados al Mundial 2007
| Bandera de Brasil | Bandera de Argentina | Bandera de Groenlandia |
| Brasil            | Argentina            | Groenlandia            |
| ----------------- | -------------------- | ---------------------- |